# باشگاه ببر و اژدها
باشگاه ببر و اژدها (انگلیسی: Dragon Tiger Gate؛ ‏ چینی: 龍虎門) یک فیلم سینمایی هنگ کنگی در ژانر فیلم رزمی و اکشن به کارگردانی ویلسون ییپ است که در سال ۲۰۰۶ منتشر شد.
این فیلم بر پایه یکی از داستان‌های کهن چینی که به صورت کتاب مصور منتشر شده بود، ساخته شده‌است و داستان آن حول‌وحوش یک آکادمی هنرهای رزمی به نام «دراگون تایگر گیت» می‌گردد.

## داستان فیلم
دراگون تایگر گیت (Dragon Tiger Gate) آکادمی‌ای است که توسط دو استاد بزرگ هنرهای رزمی بنیان‌گذاری شده است. هدف این آکادمی، آموزش هنرهای رزمی به دانش‌آموزان برای دفاع از عدالت و مقابله با تهدید سازمان تبهکاران ترایاد (Triad) است. این مکان همچنین پناهگاهی برای کودکانی است که در اثر اعمال این تبهکاران، یتیم شده‌اند.
در سوی دیگر، فرقه لووچا (Luocha Cult) یک فرقه منحرف و سازمان قاچاق مواد مخدر در سراسر آسیاست که تحت سلطه مطلق رهبرش، شیبومی (Shibumi)، اداره می‌شود؛ فردی که به او لقب «جاشینِ فریم کلاود» داده‌اند. شیبومی، تنها استاد باقی‌مانده از تکنیک افسانه‌ای یی‌جین جینگ (Yijin Jing) است و مبارزان کونگ‌فوی بسیار قدرتمندی را تحت فرمان دارد. او کنترل کامل بازار قاچاق مواد مخدر در منطقه آسیا-اقیانوسیه را با مرکزیت هنگ‌کنگ در دست گرفته است.
داستان از دو پسرِ «فو هو وونگ» (Fu Hu Wong)، یکی از بنیان‌گذاران آکادمی، آغاز می‌شود. این دو پسر از مادرانی متفاوت به دنیا آمده‌اند. پسر بزرگ‌تر «اژدها» و کوچک‌تر «ببر» لقب دارند. زمانی که آن‌ها کودک بودند، مادر «اژدها» آکادمی را ترک کرد و نیمی از یک آویز سنگی یشمی را به او داد و گفت که نیمه دیگر نزد برادر ناتنیش «ببر» است. پس از کشته شدن مادر اژدها در آتش‌سوزی، اژدها به دست رئیس گروه تبهکار ترایاد، «ما کون» (Ma Kun)، سپرده شد و بعدها به محافظ شخصی او تبدیل شد. باند «ما کون» تحت سلطه فرقهٔ شومِ لووچا فعالیت می‌کرد و عملیات قاچاق مواد در هنگ‌کنگ را برای این فرقه انجام می‌داد. در همین حین، ببر پس از ناپدید شدن والدینش، تحت سرپرستی عموی بزرگش، استاد شیان لونگ وونگ، بزرگ شد.
سال‌ها بعد، ببر و دوستانش در رستورانی مشغول غذا خوردن هستند که با «ما کون» و افرادش روبرو می‌شوند. «ما کون» در حال دریافت «لوح لووچا» است؛ نمادی از قدرت در فرقه لووچا که نشان می‌دهد دارنده آن، پس از شیبومی، در رده دوم قرار دارد. ما کون و رهبر باند «شیرهای سفید» بر سر این لوح در حال مشاجره‌اند که ببر ناخواسته وارد جلسه می‌شود. یکی از دوستان ببر، لوح را می‌دزدد و ببر نیز با گنگسترها درگیر می‌شود. در همین لحظه، اژدها ظاهر می‌شود و با ببر –که نمی‌داند برادر ناتنیش است– می‌جنگد. «ما کون» به اژدها دستور می‌دهد که عقب‌نشینی کند.
آن شب، اژدها در رستورانی ژاپنی با ببر و دوستانش روبرو می‌شود تا لوح را پس بگیرد. ببر و دوستانش توسط «اسکِیلی»، یکی از زیردستان ما کون، مسموم شده‌اند. اسکِیلی که می‌خواست با بازگرداندن لوح جایگاهش را نزد ما کون ارتقا دهد، با افرادش به جنگ اژدها می‌روند. در این میان، «توربو شِک» (Turbo Shek)، یکی دیگر از مشتریان رستوران که با دیدن درگیری هیجان‌زده شده، به کمک اژدها می‌آید. اژدها و توربو، اسکِیلی و افرادش را شکست می‌دهند و لوح را از ببر پس می‌گیرند. در همین هنگام، ببر متوجه می‌شود که اژدها نیمه دیگر آویز یشمی را دارد و درمی‌یابد که او همان برادر ناتنی‌اش است.
توربو بلافاصله پس از درگیری، ببر را تا آکادمی دنبال می‌کند و تمایل دارد که در این آکادمی ثبت‌نام کند تا مهارت‌های هنرهای رزمی‌اش را ارتقاء دهد. با این حال، استاد وونگ، رهبر فعلی آکادمی، به دلیل غرور و تکبر توربو، درخواست او را رد می‌کند. توربو ناامید اما مصمم، بیرون آکادمی می‌نشیند و قول می‌دهد تا زمانی که پذیرفته نشود، آنجا را ترک نکند. استاد وونگ سرانجام می‌پذیرد با او مبارزه کند و به‌راحتی شکستش می‌دهد. توربو که حالا فروتن شده، سرانجام به عنوان شاگرد پذیرفته می‌شود.
در همین حال، «ما کون» لوح لووچا را پس می‌دهد تا بازنشستگی خود را اعلام کند. این تصمیم با حمایت اژدها، که می‌خواهد به آکادمی بازگردد، و دختر «ما کون» یعنی «ما شیائولینگ»، که آرزوی زندگی‌ای ساده دارد، گرفته می‌شود. اما شیبومی این اقدام را توهینی به قدرت خود تلقی می‌کند و افرادش، «شیطان‌های دوقلو» را برای قتل ما کون می‌فرستد. او همچنین زیردست خود، «رُزا»، را به کار می‌گیرد تا با فریب، اژدها را از پدرش دور کند، تا در غیاب او «ما کون» را بکشند.
اژدها زمانی بازمی‌گردد که دیگر خیلی دیر شده و پدرخوانده‌اش به قتل رسیده است. او پس از یک نبرد سهمگین، شیطان‌های دوقلو را از پای درمی‌آورد و پیش از ترک کردن، ما شیائولینگ را به برادرش ببر می‌سپارد. اژدها در ادامه، بر اثر جراحات شدید در دشتی به زمین افتاده و از حال می‌رود، اما سرانجام جان سالم به در می‌برد؛ زیرا طی رؤیایی، کودکی خود را می‌بیند که آویز یشمی را – همان که مادرش به او داده بود – به او می‌سپارد. این رؤیا به او نیروی دوباره‌ای می‌بخشد. در همین زمان، ببر با ما شیائولینگ که در سوگ پدرش است، دوستی نزدیکی پیدا می‌کند.
شیبومی که از شکست خوردن افرادش به دست اژدها تحت تأثیر قرار گرفته بود، شخصاً به دروازه اژدها و ببر می‌رود تا چالشی رسمی اعلام کند. با غیبت اژدها، استاد وونگ، ببر و توربو چالش را می‌پذیرند؛ اما هیچ‌کدام در برابر قدرت شیبومی حریف او نمی‌شوند. استاد وونگ که در مقایسه با دیگران توانسته بود اندکی مقاومت کند، به‌قدری «شایسته» تشخیص داده می‌شود که به دست خود شیبومی کشته شود، در حالی که ببر و توربو به‌دلیل ناتوانی‌شان، با وجود جراحات شدید، بخشیده می‌شوند.
ما شیائولینگ که می‌داند شیبومی دوباره بازخواهد گشت و بدون حضور اژدها، آن‌ها باز هم شکست خواهند خورد، ببر و توربو را به کوه بایون می‌برد تا از «استاد چی» (Master Qi) کمک بگیرند. در همین حین، اژدها که با تمام وجود مرگ استاد وونگ را حس کرده، بازمی‌گردد، اما تنها با خرابه‌های دروازه اژدها و ببر روبه‌رو می‌شود و درمی‌یابد که برای نجات استاد، برادرش و شیائولینگ دیر رسیده است؛ او از شدت اندوه فریادی می‌کشد و از هوش می‌رود.
استاد چی، ببر و توربو را درمان کرده و آن‌ها را برای نبرد نهایی با شیبومی آموزش می‌دهد. در طول این آموزش‌ها، آن‌ها تکنیک‌های رزمی جدیدی می‌آموزند: «ضربه چرخان اژدهای رعدآسا» (Spinning Lightning Dragon Kick) و «زنگ طلایی نفوذناپذیر» (Invulnerable Golden Bell Technique). هم‌زمان، اژدها نیز خود را برای رویارویی نهایی با شیبومی آماده می‌کند و در خلوت خاطراتش با شیائولینگ، به قدرتی جدید دست می‌یابد.
در پایان، ببر و توربو به مقر شیبومی به نام «پاگودای سیاه» حمله می‌کنند تا برای همیشه به سلطه وحشت او پایان دهند. آن‌ها با تمام توان و تکنیک‌های تازه‌آموخته‌شان وارد نبردی شدید با شیبومی می‌شوند. هرچند در این نبرد عملکردی به‌مراتب بهتر از پیش دارند و حتی مورد تحسین شیبومی قرار می‌گیرند، اما در نهایت باز هم از او شکست می‌خورند و به‌شدت زخمی می‌شوند. شیبومی در حالی که قصد دارد آن‌ها را برای همیشه از بین ببرد و به تکنیک‌هایشان توهین می‌کند، اما همینجاست که اژدها ناگهان وارد میدان می‌شود.
اژدها لوح لووچا را به نشانه احترام به دروازه دور می‌اندازد و با آرامشی مرگبار وارد مبارزه می‌شود. با بهره‌گیری از توانایی‌های بهبودیافته‌اش، برتری را به‌تدریج به دست می‌گیرد و با تمسخر شیبومی، خشم او را برمی‌انگیزد. در نهایت، اژدها با اجرای تکنیک افسانه‌ای «هجده کف دست اژدهای فروکوبنده» (Eighteen Subduing Dragon Palms)، شیبومی را از پای درمی‌آورد.
فیلم در حالی پایان می‌یابد که اژدها به همراه ببر و توربو ــ که اکنون نام خود را به «پلنگ» تغییر داده ــ به آکادمی دراگون تایگر گیت بازمی‌گردند تا راه استاد وونگ را ادامه دهند و میراث او را زنده نگه دارند.

## بازیگران
- دانی ین
- نیکلاس تسه
- شان یوئه
- شینگ یو
- یوئن وا
- لی شیائوران
- چن کوان-تای
- یان خوآ
- یو کانگ
- تامی یوئن
- سام چان
- الن لام
- نیک لام